# Ronteix
J. Ronteix war ein französischer Hersteller von Automobilen.

## Unternehmensgeschichte
Das Unternehmen aus Levallois-Perret begann 1906 mit der Produktion von Automobilen. Der Markenname lautete Ronteix. 1914 endete die Produktion. Cumming & Wright aus England fertigten ihre Modelle auf der Basis von Modellen von Ronteix und vermarkteten sie als Cummikar.

## Fahrzeuge
Das erste Modell hatte einen Vierzylindermotor mit 905 cm³ Hubraum. 1913 folgten zwei Modelle, deren Motoren über 966 cm³ mit 62 mm Bohrung und 80 mm Hub bzw. 1460 cm³ Hubraum verfügten. Diese Modelle hatten serienmäßig Kardanantrieb, waren aber zu einem reduzierten Preis auch mit Kettenantrieb erhältlich.